# Merka (Beamter)
Merka war ein hoher altägyptischer Beamter, der gegen Ende der 1. Dynastie etwa 2850 v. Chr. lebte und unter den Königen Qaa und Seneferka wirkte. Er ist vor allem von seiner Stele und seinem Grab in Sakkara bekannt.

## Zur Person
Merka wurde in der Mastaba S3505 in Sakkara bestattet. Dort fand sich auch seine Stele, die eine der umfangreichsten Listen von Titeln einer Privatperson der 1. Dynastie überliefert. Merka war eine der ersten Personen mit dem hohen Titel „Mitglied der Elite“ (ägypt. Iri-pat), daneben führte er den Funktionstitel des Sem-Priesters, eine Person, die den Königssohn bei rituellen Wiedergeburtszeremonien unterstützte. Merka war außerdem „Priester der Neith“.

## Titel des Merka
- Adj-mer-chasut (ˁḏ-mr-ḫ3st), „Gauverwalter der Fremdländer“[3]
- Adj-mer-wenet (ˁḏ-mr-wnt), „Gauverwalter des Hasengaues“[4]
- Cherep-sech (Ḫrp-sḥ), „Leiter des Speisezeltes“[5]

## Das Grab
Sein Grab ist aus mehreren Gründen bemerkenswert. Es bestand aus einer mit einer Palastfassade dekorierten Mastaba. Im Norden fanden sich zum ersten Mal umfangreiche Kulträume, in denen auch Holzstatuen des Merka standen. Die Fassade seines Grabes war reich mit einer Mattendekoration bemalt. Der ganze Bau war von einer Mauer umgeben. Der unterirdische Teil konnte über einen Gang erreicht werden und bestand aus der eigentlichen Grabkammer und zwei Nebenräumen. Das Grab war schon stark beraubt und enthielt nur noch zahlreiche Stein- und Tongefäße. Siegelabrollungen mit dem Namen des Qaa liefern ein Indiz für die Datierung des Grabes und des Merka. Mehrmals wird auch der Name des Merka in Gefäßinschriften genannt, wobei er in diesen Inschriften immer den Titel Setem trägt. Schließlich fand sich noch eine Siegelabrollung mit seinem Namen. Diese Belege lassen kaum Zweifel daran, dass Merka der Besitzer des Grabes ist und nicht Qaa, wie manchmal vermutet. Auf Steingefäßinschriften erscheint hier ein sonst kaum belegter König Seneferka, auf Tonsiegeln ein besonders spärlich und nur in diesem Grab bezeugter König Sechet.